# كامبلين شاتيلاين
كامبلين شاتيلاين (بالفرنسية: Camblain-Châtelain)‏ هي بلدية تقع في إقليم باد كاليه من منطقة نور با دو كاليه في شمال فرنسا. تبلغ مساحة هذه المدينة 10.04 (كم²)، وترتفع عن سطح البحر 85 م، يبلغ عدد سكانها 1581 نسمة حسب إحصاء المعهد الوطني للإحصاء والدراسات الاقتصادية سنة 2009 م. وترأس Yves Leleu البلدية خلال فترة (2008-2014).